# Dubiaranea opaca
Dubiaranea opaca là một loài nhện trong họ Linyphiidae. Loài này được phát hiện ở Peru.